# Spirostreptus stuhlmanni
Spirostreptus stuhlmanni är en mångfotingart som beskrevs av Carl Graf Attems 1896. Spirostreptus stuhlmanni ingår i släktet Spirostreptus och familjen Spirostreptidae. Inga underarter finns listade i Catalogue of Life.